# Episodi di The Gilded Age (seconda stagione)
La seconda stagione della serie televisiva The Gilded Age, composta da otto episodi, è stata trasmessa sul canale statunitense via cavo HBO dal 29 ottobre al 17 dicembre 2023.
In Italia la stagione è andata in onda su Sky Serie dal 30 ottobre al 18 dicembre 2023.
| nº | Titolo originale               | Titolo italiano                | Prima TV USA     | Prima TV Italia  |
| -- | ------------------------------ | ------------------------------ | ---------------- | ---------------- |
| 1  | You Don't Even Like Opera      | A te neppure piace l'opera     | 29 ottobre 2023  | 30 ottobre 2023  |
| 2  | Some Sort of Trick             | Niente è come sembra           | 5 novembre 2023  | 6 novembre 2023  |
| 3  | Head to Head                   | Testa a testa                  | 12 novembre 2023 | 13 novembre 2023 |
| 4  | His Grace the Duke             | Sua grazia il duca             | 19 novembre 2023 | 20 novembre 2023 |
| 5  | Close Enough to Touch          | Così vicina da poterla toccare | 26 novembre 2023 | 27 novembre 2023 |
| 6  | Warning Shots                  | Spari di avvertimento          | 3 dicembre 2023  | 4 dicembre 2023  |
| 7  | Wonders Never Cease            | Una meraviglia mai vista       | 10 dicembre 2023 | 11 dicembre 2023 |
| 8  | In Terms of Winning and Losing | La resa dei conti              | 17 dicembre 2023 | 18 dicembre 2023 |

## A te neppure piace l'opera
- Titolo originale: You Don't Even Like Opera
- Diretto da: Michael Engler
- Scritto da: Julian Fellowes

### Trama
Tutti gli Scott si trovano a Filadelfia per conoscere la famiglia che ha adottato il figlio di Peggy, che purtroppo è morto di scarlattina così come la madre adottiva. A New York, Oscar, depresso per la rottura con John Adams e per l'indifferenza di Gladys al suo corteggiamento, viene aggredito dopo un incontro con un uomo in un bar. Peggy torna a New York e chiede a Marian di intercedere per lei per riprendere il lavoro come segretaria di zia Agnes. Durante una cena, Marian commenta il fatto che Tom Raikes si è sposato. Dashiell Montgomery, nipote di Agnes per matrimonio, raggiunge le parenti a New York assieme alla figlia Frances. Oscar chiede a Gladys di sposarlo. Snobbata per l'esclusione dalla consolidata comunità dell'Opera guidata dalla signora Astor, Bertha decide di sostenere il nuovo Metropolitan Opera House anziché il teatro dell'Academy of Music.
- Durata: 57 minuti
- Guest star: Audra McDonald (Dorothy Scott), Robert Sean Leonard (Luke Forte), Ashlie Atkinson (Marion Fish), Christopher Denham (Robert McNeil), Claybourne Elder (John Adams), Amy Forsyth (Caroline Astor), David Furr (Dashiell Montgomery), Rebecca Haden (Flora McNeil), Ward Horton (Charles Fane), Matilda Lawler (Frances Montgomery), Jordan Mahome (Samuel Spring), Jeremy Shamos (Signor Gilbert), Nathan Lane (Ward McAllister).
- Ascolti USA: telespettatori 452 000 – rating 18-49 anni 0,05%[3]

## Niente è come sembra
- Titolo originale: Some Sort of Trick
- Diretto da: Deborah Kampmeier
- Scritto da: Julian Fellowes

### Trama
Gladys si rifiuta di andare a Newport prima che sia presa una decisione circa la proposta di matrimonio di Oscar. George convince Gladys a rifiutare, promettendole che la supporterà quando intenderà sposarsi per amore, piuttosto che per sfuggire all'autorità della madre. Marian continua la sua attività di insegnante di pittura nonostante il parere contrario della zia Agnes. Agnes minaccia Armstrong di licenziarla se non si comporterà bene con Peggy quando riprenderà il suo posto di segretaria. A Newport, la bella e ricca vedova Susan Blane assume Larry per ristrutturare la propria casa. Tra i due nasce presto una relazione amorosa, di cui si rende conto Bertha, che esprime al figlio la sua contrarietà. Aurora Fane presenta a Marian il giovane e ricco Edward Morgan, ma questi si rivela uno snob noioso e troppo incline all'alcool. Quando i lavoratori del settore del ferro e dell'acciaio di Chicago cominciano a scioperare chiedendo salari più alti e migliori condizioni di lavoro, George decide di evitare simili problemi nei suoi stabilimenti di Pittsburgh corrompendo i rappresentanti del sindacato. I Russell rimangono scioccati quando scoprono che la nuova moglie del ricchissimo Mr. Winterton, Enid, è la ex cameriera di Bertha, Turner. Ada rimane affascinata dal reverendo Forte.
- Durata: 52 minuti
- Guest star: Robert Sean Leonard (Luke Forte), Laura Benanti (Susan Blane), John Behlmann (Edward Morgan), Nicole Brydon Bloom (Maud Beaton), Christopher Denham (Robert McNeil), David Furr (Dashiell Montgomery), Ward Horton (Charles Fane), Matilda Lawler (Frances Montgomery), Dakin Matthews (Joshua Winterton), Nathan Lane (Ward McAllister).
- Ascolti USA: telespettatori 355 000 – rating 18-49 anni 0,03%[4]

## Testa a testa
- Titolo originale: Head to Head
- Diretto da: Michael Engler
- Scritto da: Julian Fellowes e Sonja Warfield

### Trama
Dashiell corteggia Marian, che sembra indecisa. Bertha porta avanti le sue manovre per forzare l'elite newyorkese a schierarsi con l'Academy o con il Metropolitan. Mrs. Astor a sua volta si reca in visita a casa van Rhijn per assicurarsi il supporto di Agnes in questa "guerra dell'Opera". Henderson, leader del sindacato degli operai di Pittsburgh, respinge i tentativi di George di corromperlo e di bloccare le attività di protesta. Mrs. Winterton (Turner) allude con Bertha ai suoi trascorsi con George. Bertha ha un acceso confronto con il marito: George le assicura che, nonostante il tentativo di Turner di sedurlo, non è successo niente fra lui e la donna, ma Bertha è comunque furiosa con lui per averle taciuto l'episodio. Peggy va in Alabama per scrivere dell'apertura di un nuovo dormitorio in una scuola per neri di  Tuskegee, Alabama, nonostante l'opposizione della madre che la ritiene troppo ingenua rispetto al razzismo ancora imperante nel Sud. Il drammaturgo Oscar Wilde, a New York per il suo dramma Vera o i Nichilisti, sembra attratto da John Adams, l'ex amante di Oscar van Rhijn. Il ricco genero di Watson, Mr. McNeil, gli offre il suo supporto finanziario purché lasci per sempre la East Coast. Watson insiste perché sia direttamente la figlia, Flora, a fargli questa richiesta. Ada passa del tempo con il Reverendo Forte all'insaputa della sorella Agnes.
- Durata: 54 minuti
- Guest star: Audra McDonald (Dorothy Scott), Robert Sean Leonard (Luke Forte), Laura Benanti (Susan Blane), Ashlie Atkinson (Marion Fish), Nicole Brydon Bloom (Maud Beaton), Christopher Denham (Robert McNeil), Claybourne Elder (John Adams), David Furr (Dashiell Montgomery), Darren Goldstein (Signor  Henderson), Ward Horton (Charles Fane), Jeremy Shamos (Signor Gilbert), Jordan Waller (Oscar Wilde), Nathan Lane (Ward McAllister).
- Ascolti USA: telespettatori 513 000 – rating 18-49 anni 0,05%[5]

## Sua grazia il duca
- Titolo originale: His Grace the Duke
- Diretto da: Deborah Kampmeier
- Scritto da: Julian Fellowes

### Trama
Bertha organizza un evento per mostrare ad Aurora Fane, Mrs. Winterton e altri membri dell'alta società il teatro, ancora in costruzione, del Metropolitan Opera House, sperando che acquistino dei palchi.  Mr. Gilbert prende da parte Bertha e la informa che i lavori di costruzione sono sospesi per mancanza di fondi. La situazione verrà poi risolta grazie a George. Bertha fa pressione su Mrs. Blane perché metta fine alla sua relazione con Larry. Nel frattempo, Ada accetta la proposta di matrimonio del reverendo Forte e Oscar progetta di sposate Maude Beaton, che si dice essere la figlia illegittima di Jay Gould. Quando Mrs. Astor chiede a Mr. Winterton di lasciare il suo palco presso il teatro dell'Academy of Music per via dei trascorsi di sua moglia (Turner), questi giura di supportare il Met e portare con sé quanti più possibile dei suoi amici più influenti. A una cena in onore del Duca di Buckingham, Bertha scambia i segnaposto per sedersi vicino a lui, scalzando Mrs. Winterton. Il duca accetta l'invito di Bertha a soggiornare a casa sua a Newport, facendo infuriare Mrs. Winterton che lo aveva già invitato. A Tuskegee, Peggy e Mr. Fortune sono ospiti di Booker T. Washington e di sua moglie. 
- Durata: 50 minuti
- Guest star: Robert Sean Leonard (Luke Forte), Laura Benanti (Susan Blane), Nicole Brydon Bloom (Maud Beaton), Brittany Bradford (Fannie Washington), Michael Braugher (Booker T. Washington), Christopher Denham (Robert McNeil), David Furr (Dashiell Montgomery), Ward Horton (Charles Fane), Ben Lamb (Duca di Buckingham), Matilda Lawler (Frances Montgomery), Dakin Matthews (Joshua Winterton), Khamary Rose (David Sturt), Jeremy Shamos (Signor Gilbert).
- Ascolti USA: telespettatori 482 000 – rating 18-49 anni 0,04%[6]

## Così vicina da poterla toccare
- Titolo originale: Close Enough to Touch
- Diretto da: Michael Engler
- Scritto da: Julian Fellowes e Sonja Warfield

### Trama
Due servitori assoldati da Mrs. Winterton tentano di sabotare la cena di gala organizzata da Bertha Russell per il duca di Buckingham, ma Watson e Church sventano il loro piano. Marian e Oscar sono felici del fidanzamento di Ada con il Reverendo Forte, ma Agnes non vuole saperne e si rifiuta di partecipare alla cerimonia. Oscar accompagna Miss Beaton ad un incontro con Mr. Crowther, un uomo d'affari la cui compagnia sta per acquistare la Chicago-Atlantic Railroad. Oscar decide di partecipare all'investimento. In un ristorante di Tuskegee, due uomini bianchi minacciano la proprietaria e Mr. Fortune reagisce per difenderla. Lui e Peggy sono costretti a fuggire. Mentre si nascondono in un fienile, i due condividono un romantico bacio. George manda Larry to ad un incontro dei soci relativo all'inaugurazione del Ponte di Brooklyn. Larry scopre che è stata in realtà la moglie del capo ingegnere Washington Roebling, Emily, a dirigere il progetto durante la malattia del marito. Agnes finisce per cedere e si presenta al matrimonio di Ada.
- Durata: 55 minuti
- Guest star: Robert Sean Leonard (Luke Forte), Ashlie Atkinson (Marion Fish), David Wilson Barnes (Norman Tate), Nicole Brydon Bloom (Maud Beaton), Brittany Bradford (Fannie Washington), Michael Braugher (Booker T. Washington), David Furr (Dashiell Montgomery), Amber Gray (Bea Sturt), Ward Horton (Charles Fane), Brian Hutchison (Mason Sturt), Ben Lamb (Duca di Buckingham), Matilda Lawler (Frances Montgomery), Dakin Matthews (Joshua Winterton), Khamary Rose (David Sturt), Liz Wisan (Emily Warren Roebling), Nathan Lane (Ward McAllister).
- Ascolti USA: telespettatori 510 000 – rating 18-49 anni 0,10%[7]

## Spari di avvertimento
- Titolo originale: Warning Shots
- Diretto da: Crystle Roberson
- Scritto da: Julian Fellowes

### Trama
Gli operai di Pittsburgh, guidati da Henderson, si preparano a scioperare. I Winterton confermano a Mr. Gilbert e a Mrs. Russell la loro decisione di acquistare un palco al Metropolitan e di portare con sé i propri amici, ma pretendono l'assegnazione del palco centrale, che avrebbe dovuto essere destinato a Bertha. Bannister vede Church rientrare a casa Russell ubriaco fradicio e decide di vendicarsi consegnando una lettera ai padroni di casa. Si scoprirà poi che Church aveva bevuto in occasione del trentesimo anniversario della morte di sua moglie: Bannister decide di ritirare la propria lettera e di rappacificarsi con il suo omologo. Oscar, a cui viene offerta una grossa somma per ritirarsi dall'affare della ferrovia,  chiede invece di poter investire di più per entrare fra i principali azionisti della compagnia. Giunge a casa Van Rhijn un invito alla festa organizzata dal cugino Dashiell per supportare l'Orto Botanico, ma Marian non può andare perché ha promesso di dare lezioni di lettura e scrittura ai poveri. Peggy, dopo aver confessato a Marian di aver baciato Fortune, comincia ad interessarsi di un altro caso riguardante l'istruzione degli afroamericani, ovvero l'imminente chiusura di una scuola per neri a New York, di cui viene a sapere dalla madre. Jack, con il sostegno di tutti gli abitanti di casa van Rhijn, cerca di ottenere il brevetto per nuovo tipo di sveglia che ha inventato. Ada e Luke si ripresentano da Agnes dopo la luna di miele: Luke ha un forte mal di schiena, che si rivelerà poi essere sintomo di un cancro, probabilmente terminale. Il duca di Buckingham comunica a Bertha di essere intenzionato a presenziare alla prima del Met. George ricorda a Mr. Gilbert del debito che ha contratto con lui per concludere i lavori e gli intima di trovare un modo discreto di restituire a Bertha il palco centrale. Durante la festa all'orto botanico, a cui partecipano anche Gladys e Harry Russell, oltre ad Aurora Fane, Oscar ruba un bacio a  Miss Beaton, mentre Dashiell annuncia pubblicamente di voler chiedere in sposa Marian, la quale accetta, evidentemente sentendosi obbligata dalle circostanze. Intanto, a Pittsburgh,  George Russell, dopo essere stato in visita a casa di Henderson e averne conosciuto la famiglia, impedisce ai gendarmi di sparare sugli operai in sciopero.
- Durata: 53 minuti
- Guest star: Audra McDonald (Dorothy Scott), Robert Sean Leonard (Luke Forte), Nicole Brydon Bloom (Maud Beaton), David Furr (Dashiell Montgomery), Darren Goldstein (Signor Henderson), Ward Horton (Charles Fane), Matilda Lawler (Frances Montgomery), Melanie Nicholls-King (Sarah J. Garnet), Rachel Pickup (Signorina Andre), Jeremy Shamos (Signor Gilbert), Nathan Lane (Ward McAllister).
- Ascolti USA: telespettatori 593 000 – rating 18-49 anni 0,04%[8]

## Una meraviglia mai vista
- Titolo originale: Wonders Never Cease
- Diretto da: Michael Engler
- Scritto da: Julian Fellowes e Sonja Warfield

### Trama
- Durata: 51 minuti
- Guest star: Audra McDonald (Dorothy Scott), Robert Sean Leonard (Luke Forte), Ashlie Atkinson (Marion Fish), David Wilson Barnes (Norman Tate), Claybourne Elder (John Adams), David Furr (Dashiell Montgomery), Darren Goldstein (Signor Henderson), Andy Grotelueschen (Signor Hastings), Rebecca Haden (Flora McNeil), Ward Horton (Charles Fane), Ben Lamb (Duca di Buckingham), Melanie Nicholls-King (Sarah J. Garnet), Liz Wisan (Emily Warren Roebling).
- Ascolti USA: telespettatori 584 000 – rating 18-49 anni 0,05%[9]

## La resa dei conti
- Titolo originale: In Terms of Winning and Losing
- Diretto da: Michael Engler
- Scritto da: Julian Fellowes

### Trama
- Durata: 56 minuti
- Guest star: Audra McDonald (Dorothy Scott), Ashlie Atkinson (Marion Fish), Amy Forsyth (Caroline Astor), David Furr (Dashiell Montgomery), Andy Grotelueschen (Signor Hastings), Ward Horton (Charles Fane), Ben Lamb (Duca di Buckingham), Matilda Lawler (Frances Montgomery), Dakin Matthews (Joshua Winterton), Melanie Nicholls-King (Sarah J. Garnet), Rachel Pickup (Signorina Andre), Jeremy Shamos (Signor Gilbert), Matt Walker (Billy Carlton), Nathan Lane (Ward McAllister).
- Ascolti USA: telespettatori 686 000 – rating 18-49 anni 0,07%[10]